# Lichtenvoortsterpolder
De Lichtenvoortsterpolder is een voormalig waterschap in de provincie Groningen.
De polder was gelegen ten westen van Sint-Annen en had een driehoekige vorm. De noordgrens lag bij het Sint-Annermaar, de oostgrens lag op ongeveer 500 m ten westen van de Eemshavenweg. De grens liep nagenoeg rechtdoor tot het Kardingermaar. Dit maar vormde de westgrens. De molen van het schap stond aan het Sint-Annermaar, op een plek die nu 50 m ten oosten van de Eemhavenweg ligt. In 1936 werd de molen vervangen door een elektrisch gemaal.
Waterstaatkundig gezien ligt het gebied sinds 1995 binnen dat van het waterschap Noorderzijlvest.